# Santander
|  | Per a altres significats, vegeu «Santander (desambiguació)». |

Santander (en càntabre: Sanander) és la capital de la comunitat autònoma de Cantàbria i de la província de Santander. Fou coneguda com a Portus Victoriae pels romans. Celebrà el 2006 els 300 anys del títol oficial com a ciutat. Té un port de mar amb considerable trànsit de càrrega, en què el vaixell Cabo Machichaco va explotar el 3 de novembre de 1893. Va ser la tragèdia més greu de caràcter cívic ocorreguda a Espanya al segle xix. també té un aeroport amb línies regulars internacionals de baix cost (afavorit per la proximitat de Bilbao, a uns 100 quilòmetres), la Universitat Internacional Menéndez Pelayo (UIMP, on es fan nombrosos cursos d'estiu i de castellà per a estrangers). Un gran incendi iniciat el 15 de febrer de 1941 destrossà pràcticament el nucli antic, i per això avui en dia en arquitectura destaquen especialment el Palau de la Magdalena, la catedral, els edificis del passeig marítim de Pereda i la seu social del Banco Santander.

## Demografia
| 1900   | 1910   | 1920   | 1930   | 1940    | 1950    | 1960    | 1970    | 1981    | 1991    | 2000    | 2012    |
| ------ | ------ | ------ | ------ | ------- | ------- | ------- | ------- | ------- | ------- | ------- | ------- |
| 54.694 | 65.046 | 72.469 | 85.117 | 101.793 | 102.462 | 118.435 | 149.704 | 180.328 | 196.218 | 184.264 | 178.659 |

## Santanderins il·lustres
- Manuel Lanza, baríton (1965)
- Severiano Ballesteros (1957–2011), golfista
- María Gutiérrez Blanchard (1881–1932), pintora
- Matilde Camus (* 1919), poeta
- Iván Helguera (* 1975), futbolista
- Pedro Munitis (* 1975), futbolista
- Eduardo Noriega (* 1973), actor
- Iván de la Peña (* 1976), futbolista
- José Buchs Echeandia (1893-1974), director de cinema
- Marcelino Menéndez Pelayo (1856-1912), historiador